# アイギアロサウルス
アイギアロサウルス（学名: Aigialosaurus）は、モササウルス上科アイギアロサウルス科に分類される後期白亜紀の絶滅した海生爬虫類の属。クロアチアのフヴァル付近のセノマニアンの堆積層から発見され、A. dalmaticus ただ1種を含む。2013年の分子解析と形態解析のデータによると、本属はモササウルス科と呼ばれる白亜紀の海生爬虫類の系統に繋がる最古のメンバーで、現生の有鱗目ではヘビに最も近縁である。
もう1属の原始的なモササウルス上科のオペティオサウルスは2009年にアイギアロサウルス属の2番目の種 "Aigialosaurus bucchichi" ではないかと提唱されたが、後の系統解析では支持されていない。

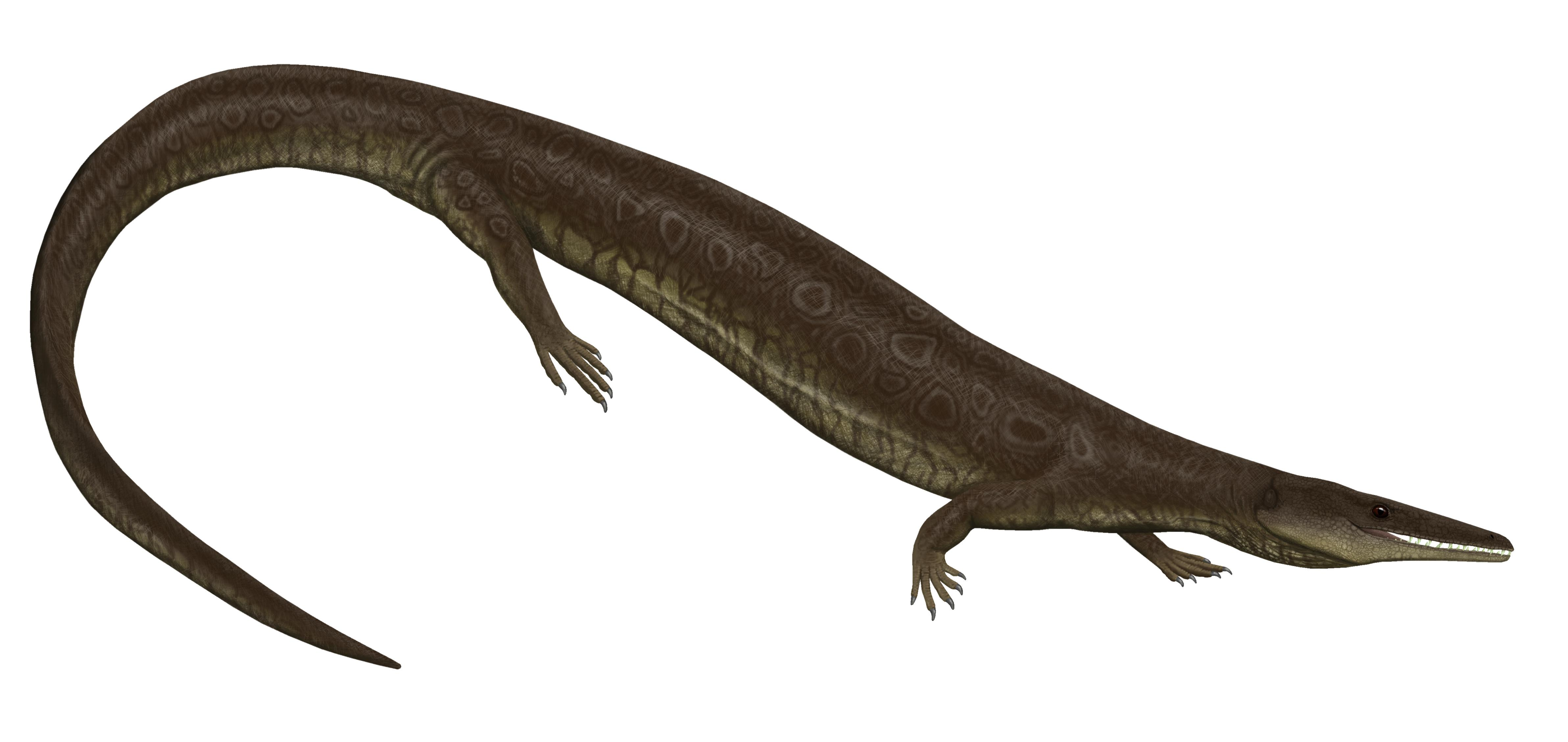
A. dalmaticus の生体復元図